# Phyllachora rouxii
Phyllachora rouxii är en svampart som först beskrevs av Jean François Montagne, och fick sitt nu gällande namn av E. Müll. 1962. Phyllachora rouxii ingår i släktet Phyllachora och familjen Phyllachoraceae.   Inga underarter finns listade i Catalogue of Life.